# Worthville (Kentucky)
Worthville és una població dels Estats Units a l'estat de Kentucky. Segons el cens del 2000 tenia 215 habitants.

## Demografia
Segons el cens del 2000, Worthville tenia 215 habitants, 78 habitatges, i 58 famílies. La densitat de població era de 319,3 habitants/km².
Dels 78 habitatges en un 44,9% hi vivien nens de menys de 18 anys, en un 56,4% hi vivien parelles casades, en un 11,5% dones solteres, i en un 25,6% no eren unitats familiars. En el 19,2% dels habitatges hi vivien persones soles el 6,4% de les quals corresponia a persones de 65 anys o més que vivien soles. El nombre mitjà de persones vivint en cada habitatge era de 2,76 i el nombre mitjà de persones que vivien en cada família era de 3,07.
Per edats la població es repartia de la següent manera: un 30,7% tenia menys de 18 anys, un 8,8% entre 18 i 24, un 30,7% entre 25 i 44, un 23,7% de 45 a 60 i un 6% 65 anys o més.
L'edat mediana era de 32 anys. Per cada 100 dones de 18 o més anys hi havia 101,4 homes.
La renda mediana per habitatge era de 26.875 $ i la renda mediana per família de 28.125 $. Els homes tenien una renda mediana de 27.750 $ mentre que les dones 21.250 $. La renda per capita de la població era de 10.791 $. Entorn del 10,9% de les famílies i el 15,5% de la població estaven per davall del llindar de pobresa.

## Poblacions més properes
El següent diagrama mostra les poblacions més properes.